# Округ Стар (Тексас)
Округ Стар (енгл. Starr County) је округ у америчкој савезној држави Тексас. По попису из 2010. године број становника је 60.968.

## Демографија
Према попису становништва из 2010. у округу је живело 60.968 становника, што је 7.371 (13,8%) становника више него 2000. године.
| Група             | 2000.          | 2010.          |
| Белци             | 1.082 (2,0%)   | 2.449 (4,0%)   |
| Афроамериканци    | 79 (0,1%)      | 69 (0,1%)      |
| Азијати           | 151 (0,3%)     | 133 (0,2%)     |
| Хиспаноамериканци | 52.278 (97,5%) | 58.337 (95,7%) |
| Укупно            | 53.597         | 60.968         |